# Gasa (distrikt)
Gasa (dzongkha: མགར་ས་རྫོང་ཁག་; Wylie: Mgar-sa rdzong-khag) är ett av Bhutans tjugo distrikt (dzongkha). Huvudstaden är Gasa.
Distriktet har cirka 3 116 invånare på en yta av 4 561 km².

## Administrativ indelning
Distriktet är indelat i fyra gewog:
- Goenkhamae Gewog
- Goenkaatoe Gewog
- Laya Gewog
- Lunana Gewog